# GTO-Thyristor

Schaltzeichen eines GTO-Thyristors

Der GTO-Thyristor (englisch gate turn-off thyristor) ist ein Thyristor, der wie ein normaler Thyristor mit einem positiven Stromimpuls am Steuereingang – dem Gate – eingeschaltet werden kann. Im Gegensatz zum normalen Thyristor kann er mittels eines negativen Stromimpulses (der bis zu einem Drittel des Laststroms beträgt) auch ausgeschaltet werden.

## Unterschiede zum normalen Thyristor

Ersatzschaltung

Schnittdarstellung

Wie dem Ersatzschaltbild zu entnehmen ist, besteht im grundsätzlichen Aufbau kein Unterschied zu einem herkömmlichen Thyristor. Der Unterschied liegt in der Fertigung, also der geometrischen Anordnung der Komponenten auf dem Silizium. In der Schnittdarstellung ist die Parallelschaltung von vielen einzelnen Thyristoren ersichtlich.

## Technologie
Grundsätzlich wäre es möglich, auch einen normalen Thyristor mit einem negativen Stromimpuls am Gate auszuschalten. Dieser würde jedoch durch den negativen Gatestrom nur zu „lokalisieren“ beginnen, das heißt, dass die Siliziumfläche, in der ein Stromfluss möglich ist, verkleinert wird. Dabei würde die übrig bleibende stromführende Fläche überlastet werden und sich selbst zerstören.
Ein GTO-Thyristor wird im Allgemeinen in so kleine, einzelne, parallel geschaltete Thyristoren aufgeteilt, dass jeder einzelne Thyristor nicht mehr die Möglichkeit hat zu lokalisieren, sondern abschalten muss. Bei der Parallelschaltung besteht jedoch die Schwierigkeit, alle gleichzeitig auszuschalten, da sonst derselbe Zerstörungseffekt auftritt wie bei herkömmlichen Thyristoren.

## Eigenschaften
Die Einschaltzeit der GTO-Thyristoren wird durch die Parallelschaltung im Vergleich zum normalen Thyristor verbessert, er wird daher auch dort eingesetzt, wo schnelle Einschaltzeiten erforderlich sind, z. B. bei Radaranlagen. Durch das Aufkommen der FETs wurde er in diesen Bereichen jedoch nahezu komplett ersetzt. Der größte Nachteil der GTO-Thyristoren ist die aufwändige Beschaltung des Gate-Anschlusses. Zusätzlich zu der Tatsache, dass der Strom am Gate in beide Richtungen fließen kann und in negativer Richtung auch noch sehr groß wird (die Abschaltstromverstärkung ist sehr klein, so dass der Abschaltstrom bis zu einem Drittel des Laststromes betragen muss), muss der Strom begrenzt werden, um eine Zerstörung zu vermeiden.
Die Thyristoren, welche für hohe Ströme an sich relativ klein sein können, brauchen je nach Anwendung eine ganze Kondensatorbatterie, um die hohen Ströme zur Ausschaltung bereitzustellen. Der Volumenbedarf dieser Kondensatoren ist ein Vielfaches des eigentlichen GTO-Thyristors.

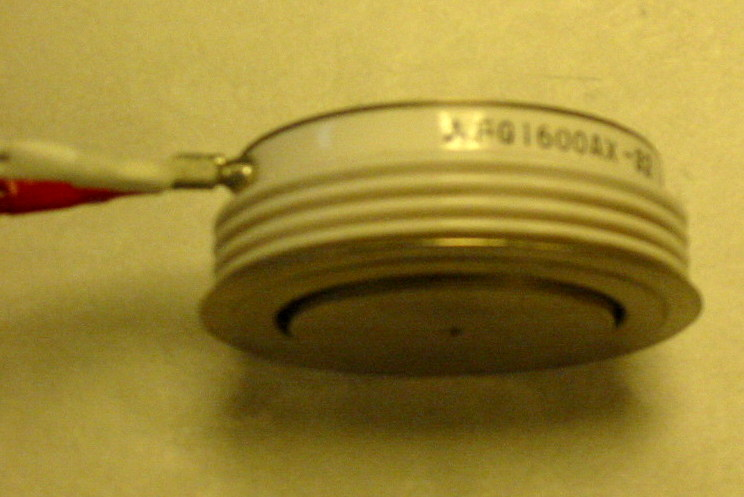
GTO-Thyristor für 1,6 kA

Durch die langen Ausräumzeiten für die Abschaltung ist die Schaltfrequenz zudem auf ca. 1 kHz begrenzt.
| Vorwärtsspannung  | {\displaystyle U_{\text{F}}} | vor Zündung 50 V bis 5 kV  |
| Vorwärtsspannung  | {\displaystyle U_{\text{F}}} | nach Zündung 0,6 V bis 3 V |
| Vorwärtsstrom     | {\displaystyle I_{\text{F}}} | bis 3 kA                   |
| Rückwärtsspannung | {\displaystyle U_{\text{R}}} | bis 5 kV                   |

## Einsatzzwecke
GTO-Thyristoren werden in Stromrichtern für diverse Zwecke eingesetzt, insbesondere in der Leistungselektronik und der Traktionstechnik für elektrische Fahrzeuge. Heute werden sie jedoch immer mehr durch IGBTs verdrängt und nur noch bei sehr hohen Leistungen eingesetzt.

## Weiterentwicklungen
- IGC-Thyristor (Integrated Gate Commutated Thyristor)
- MTO-Thyristor
- MC-Thyristor (MOS Controlled Thyristor)